# Halo Legends
Halo Legends é uma coleção de 7 curtas-metragens ambientados no universo de ficção científica Halo. Financiadas pela superintendente da franquia, 343 Industries, as histórias foram criadas por seis produtoras de anime japonesas: Bee Train, Bones, Casio Entertainment, Production I.G, Studio 4°C e Toei Animation. Shinji Aramaki, criador e diretor de Appleseed e Appleseed Ex Machina, atua como consultor criativo do projeto. A Warner Bros. lançou Legends em DVD e disco Blu-ray em 16 de fevereiro de 2010.
A ideia de uma compilação de anime existia há anos antes de haver impulso para o projeto. O diretor criativo da 343, Frank O'Connor, produziu contos de histórias ou roteiros terminados que as casas de produção animaram em diversos estilos.

## Desenvolvimento

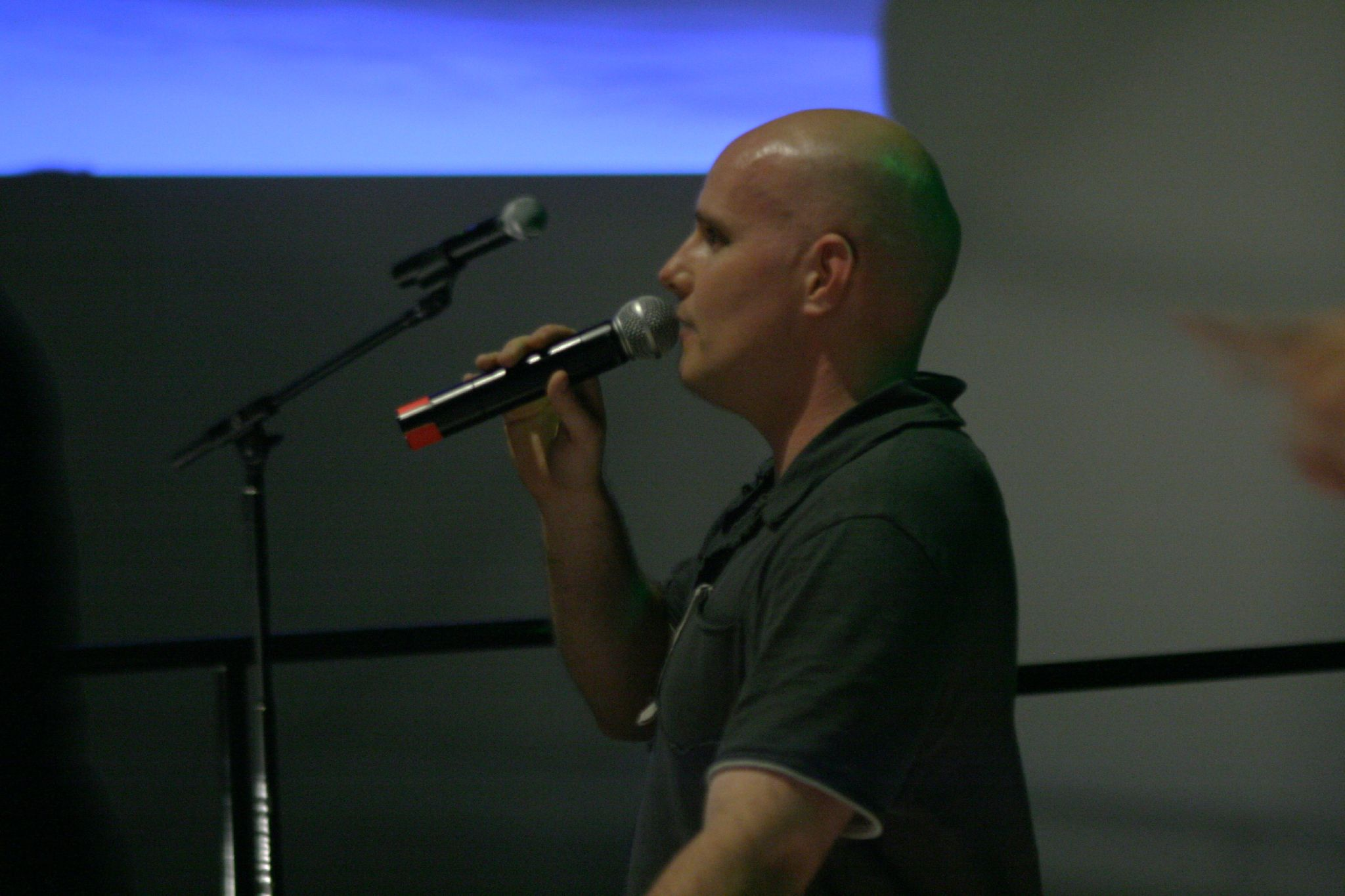
Frank O'Connor, diretor de desenvolvimento de franquias da 343i, estava fortemente envolvido no desenvolvimento das histórias que aparecem no Legends.

Para supervisionar o desenvolvimento de toda a franquia Halo, a Microsoft criou uma divisão interna, 343 Industries, para gerenciar a marca Halo. Frank O'Connor, diretor criativo da 343, disse que esse movimento era vital: "Se você observar como George Lucas se apegou a Star Wars, não apenas para ganhar dinheiro com figuras de ação, mas para controlar a direção em que o universo seguiu, você pode ver por que achamos que é bastante vital".
Halo Legends teve origem na ligação com The Halo Graphic Novel, publicado pela Marvel Comics em 2006; O'Connor disse que a ideia de uma compilação de anime existia há anos antes que houvesse impulso para o projeto. Querendo contar histórias menores em um formato diferente dos jogos eletrônicos e romances e em diferentes estilos de arte, O'Connor disse que o anime era um ajuste natural. Uma consideração adicional foi que a 343 Industries achava que o estilo japonês de narrativa se encaixava bem nas histórias. A maioria dos estúdios de animação abordados pela Microsoft estava disponível para o projeto. A maioria dos estúdios tinha "medo" de criar suas próprias histórias, mesmo que eles estivessem familiarizados com a série, então O'Connor enviou a eles possíveis tratamentos de histórias. A Microsoft estava profundamente envolvida em garantir que os detalhes da história estivessem corretos e em escrever os scripts para as histórias - O'Connor estimou que 50% do diálogo nos produtos finais eram literalmente dos scripts originais. Enquanto todas as histórias, exceto uma, são consideradas cânon, O'Connor notou que algumas discrepâncias foram a causa da interpretação artística.
Os estúdios de animação receberam ampla liberdade em sua apresentação. "Percebemos muito cedo [que Halo] poderia ter interpretação", disse O'Connor, dizendo que a aparência do universo persistia mesmo através de diferentes estilos artísticos. No desenvolvimento de suas histórias e estilos, os estúdios de anime foram fornecidos com acesso a ativos da história e da arte de Halo.
Um dos estilos artísticos que mais se afasta dos estilos tradicionais de animação está em "The Duel", que emprega um filtro que faz com que todas as células pareçam pintadas à mão por aquarelas. Seu objetivo que ele buscava neste projeto era "fazer com que o público entendesse que deveria haver outros estilos de animação além dos dois tipos principais de animação apresentados - exatamente o estilo 2D e o CG 3D. Eu queria mostrar que os criadores não são limitados, que têm muitas opções para diferentes estilos (de animação) para criar histórias."
A gravação de voz para a dublagem em inglês foi feita pela Seraphim Digital em Houston, Texas.

## Episódios
Vários episódios foram originalmente transmitidos no Halo Waypoint na data especificada. Os episódios variam de dez a vinte minutos.
| Título | Estúdio                   | Data de transmissão no Waypoint                                     |
| --- | ------------------------- | ------------------------------------------------------------------- |
| "The Babysitter" | Studio 4°C                | 7 de novembro de 2009                                               |
| "The Babysitter" segue um esquadrão de quatro Orbital Drop Shock Troopers, ou Helljumpers. O esquadrão é composto pelo soldado O'Brien, pelo sargento Cortez, pelo cabo Taylor Miles (Dutch) e pelo cabo Checkman. O'Brien está sendo substituído como sniper do esquadrão por Cal-141, um SPARTAN-II, e agora é o reserva. O esquadrão é enviado para uma zona Covenant sob a proteção de uma chuva de meteoros para eliminar um Prophet. A cápsula de Checkman queima durante a entrada, e O'Brien aterrissa em um pântano. Cal resgata a cápsula, mas O'Brien não agradece. Durante a caminhada até o ponto, o grupo encontra uma vila e Cal registra as descobertas. O'Brien então tenta assassinar um grunt, mas é atacado por um brute. Cal luta com o brute e o joga sobre uma cachoeira, depois resgata O'Brien, que quase é morto novamente. No entanto, O'Brien ainda está com raiva de ser o reserva. No cume da montanha, Cal se alinha para atirar, mas é atacado quando o brute retorna. Os ODSTs matam o brute, mas encontram Cal gravemente ferido. O'Brien tira o capacete e descobre que Cal é uma mulher e é forçado a atirar em seu lugar, matando o prophet. Cal morre de seus ferimentos, mas dá a O'Brien os dados da vila. Mais tarde, ele lamenta como ele deixou seu ego e orgulho dominá-lo, e como ele nunca agradeceu a Cal por salvar sua vida. Produzido por Eiko Tanaka e dirigido por Toshiyuki Kanno. |                           |                                                                     |
| "The Duel" | Production I.G            | 21 de novembro de 2009                                              |
| "The Duel" foi produzido por Mitsuhisa Ishikawa e dirigido por Hiroshi Yamazaki, com supervisão criativa de Mamoru Oshii. A história segue um Árbitro que não quer seguir a religião do Covenant. Um dos Prophets acusa Fal de heresia. Fal não cede e o Prophet envia outro Elite para matar sua esposa, a fim de arrastá-lo para uma armadilha. |                           |                                                                     |
| "The Package" | Casio Entertainment       | 5 de dezembro de 2009 (parte I) e 12 de dezembro de 2009 (parte II) |
| A bordo de uma nave humana camuflada, um grupo de supersoldados de elite chamado Spartans (John-117/Master Chief, Frederic-104, Kelly-087, Arthur-079 e Solomon-069) são informados por um oficial de inteligência sobre sua missão. Uma frota Covenant fica momentaneamente presa no sistema e está carregando um importante "pacote" que os Spartans devem recuperar. A nave descamufla e distribui os Spartans em pequenas naves chamadas Booster Frames. Solomon detecta o pacote em uma das naves, mas descobre tarde demais que é um truque; Solomon é morto quando a nave é destruída. Master Chief deduz que seu alvo está realmente na capitânia Covenant. Arthur é morto tentando cobrir Kelly durante a batalha, e o resto dos Spartans embarcam na nave Covenant. Percorrendo as grossas defesas Covenant, Master Chief consegue recuperar o pacote - a cientista humana Catherine Halsey em hibernação crônica - e os dois escapam através de uma cápsula de fuga Covenant. Os Spartans restantes são recuperados pela nave furtiva e deixam o sistema. |                           |                                                                     |
| "Origins" | Studio 4°C                | 1 de janeiro de 2010                                                |
| A bordo da nave Forward Unto Dawn, a inteligência artificial Cortana e o Master Chief ficam presos após os eventos de Halo 3. Cortana reflete sobre sua existência e o que ela aprendeu sobre a nobre e antiga raça conhecida como Forerunners. Cortana narra eventos passados: há milhares de anos, os Forerunners eram uma grande civilização, mas foram atacados pelo parasita Flood. Os Forerunners subestimaram o Flood, quando ele se espalhou, adquirindo o conhecimento da vida que consumiu. Embora os Forerunners tenham lutado bravamente, eles finalmente perceberam que era uma luta fútil. Depois de tentar outros métodos, eles desenvolveram uma arma de último recurso; uma série de megaestruturas circulares chamadas Halos que destruiriam o Flood e seu suprimento de comida - toda criatura senciente da galáxia. Enquanto o Flood e os Forerunners foram exterminados pela ativação da série de Halos, os Forerunners propagaram novamente a vida catalogada em toda a galáxia. A segunda parte de "Origins" segue a ascensão da civilização humana. A exploração e colonização da humanidade de outros mundos coincide com a ascensão do Covenant, uma aliança teocrática de raças alienígenas que adoram os Forerunners e fazem engenharia reversa de sua tecnologia. O Covenant lança uma massiva guerra de extermínio contra a raça humana. Os eventos de Halo: Combat Evolved, Halo 2 e Halo 3 são resumidos; um bando de Elites Covenant alia-se à humanidade para impedir que o Flood se espalhe pela galáxia novamente, e a longa guerra termina entre os humanos e o Covenant. No presente, Cortana adverte enigmaticamente que os Halos são apenas um dos muitos segredos da galáxia. "Origins" foi uma chance de contar a história de todo o universo Halo de uma maneira clara; muitas partes da franquia foram exploradas apenas no que O'Connor chamou de moda "fragmentada". |                           |                                                                     |
| "Homecoming" | Production I.G, Bee Train | Não foi transmitido no Waypoint                                     |
| Produzido pelo Production I.G e com produção executiva de Koichi Mashimo, escrito por Hiroyuki Kawasaki e dirigido por Koji Sawai. Em Harvest, as forças do UNSC são detidas pelo Covenant. Uma Spartan de codinome Daisy-023 chega e ajuda a evacuar as forças do UNSC. Durante a batalha, Daisy relembra seu passado no projeto de supersoldado SPARTAN-II. Quando ela decide fugir do projeto e voltar para casa, ela encontra um clone substituto de si mesma. Daisy saca sua arma de fogo, mas não consegue matar o clone e decide voltar ao exército. O clone dá a Daisy um pequeno ursinho de pelúcia, semelhante ao que Daisy tinha antes de ser introduzida no Projeto SPARTAN-II. No presente, Daisy é baleada e morta; seu corpo é encontrado pelo Master Chief, que pega o ursinho de pelúcia ao seu lado e o coloca nas mãos. |                           |                                                                     |
| "Prototype" | Bones                     | Não foi transmitido no Waypoint                                     |
| Um sargento da marinha apelidado de Ghost e sua equipe de demolição são enviados para destruir uma instalação de armas protótipo para impedir que caia nas mãos do Covenant. Não querendo repetir sua última missão, na qual todo o pelotão foi morto, Ghost comanda o traje de armadura pesada e o usa para proteger seu esquadrão à medida que eles evacuam. Enquanto Ghost causa um grande dano às forças Covenant, ele é fortemente superado e seriamente ferido. Enquanto as últimas naves de evacuação voam, ele usa a autodestruição do traje para destruir o Covenant nas proximidades e completar sua missão. Animado pelo estúdio Bones, dirigido por Tomoki Kyoda e Yasushi Muraki, apresentando designs de produção de Shinji Aramaki. |                           |                                                                     |
| "Odd One Out" | Toei Animation            | N/A                                                                 |
| Animado pela Toei Animation Company, escrito e dirigido por Daisuke Nishio, Odd One Out é uma paródia do universo Halo e não é cânon. Segue as aventuras do Spartan 1337, um membro da unidade de Master Chief que sofre tanto de um ego severo quanto de uma terrível sorte, embora ainda seja um lutador bastante competente por mérito próprio. Ele se vê acidentalmente preso em um planeta depois de cair do seu transporte. O planeta é habitado por dinossauros e um grupo de crianças encalhadas, as duas mais velhas tendo força sobre-humana. O Covenant testa sua última arma, um guerreiro bestial chamado Pluton. 1337 e as crianças revidam, mas são dominadas. No entanto, a nave das crianças (cuja IA eles chamam de "Mama") lança a fera no slipspace. Quando Cortana percebe, ela diz ao Master Chief para deixá-lo, pois ele está feliz. 1337 faz o ponto de encontro, antes de ser levado por um pterodáctilo. |                           |                                                                     |

O DVD lançado em 2010 tem outra sequência de episódios.
1. Origins I
2. Origins II
3. The Duel
4. Homecoming
5. Odd One Out
6. Prototype
7. The Babysitter
8. The Package

## Lançamento e recepção
Halo Legends seria originalmente lançado em 9 de fevereiro, mas o lançamento foi adiado em uma semana para 16 de fevereiro. A compilação vem em três pacotes de varejo diferentes: um lançamento em DVD padrão com todos os episódios, uma edição especial em dois discos que contém comentários adicionais e a edição em disco Blu-ray, com os recursos da edição especial e um resumo do enredo de Halo. A estreia nos Estados Unidos do filme foi realizada no AMC Metreon, em São Francisco, em 10 de fevereiro, com a trilha sonora complementar lançada pela Sumthing Distribution no dia anterior.
A recepção ao Legends foi mista. Orlando Parfit, da IGN UK, escreveu que, embora a decisão de fundir Halo e anime japonês parecesse uma escolha estranha, "Halo Legends mostra uma tentativa bem-sucedida - ainda que desigual - de fundir esses dois universos, e certamente será essencial para aqueles que tem mais do que um interesse passageiro nos jogos de tiro seminais da Bungie." Os revisores da IGN US, Cindy White e Christopher Monfette disseram que os curtas-metragens "são surpreendentemente acessíveis aos fãs de ficção científica em geral" e que a coleção "vale a pena" o tempo. Matt Miller, da Game Informer, disse que Halo Legends agradaria os fãs interessados na história da franquia, e não aqueles que se preocupavam com a jogabilidade multiplayer.
Com base nos números da Rentrak e da Home Media Magazine, Legends ficou em segundo e quarto lugar em vendas de disco Blu-ray e DVD, respectivamente, durante sua primeira semana de vendas nos Estados Unidos. Também ficou em sétimo lugar no ranking de disco Blu-ray no Japão. Na sua segunda semana, caiu nas paradas do Top 20 de disco Blu-ray dos EUA e caiu para o décimo lugar nas vendas de DVD. De acordo com The-Numbers.com, Legends vendeu US$ 2,56 milhões de mercadorias ou 168.000 DVDs na primeira semana. Mais tarde, as vendas atingiram US$ 8.32 milhões, vendendo quase 600.000 unidades. A partir de 2018, as vendas de DVD arrecadaram US$11 milhões nos Estados Unidos.

## Trilha sonora
A trilha sonora foi composta por vários artistas, como Tetsuya Takahashi e Yasuharu Takanashi. Embora a trilha sonora contenha principalmente remixes das obras originais de Martin O'Donnell e Michael Salvatori, ela também possui algum material original.
| N.º | Título                     | Duração |  |
| 1.  | "Ghosts of Reach"          | 1:22    |  |
| 2.  | "Brothers in Arms"         | 1:41    |  |
| 3.  | "Truth and Reconciliation" | 5:57    |  |
| 4.  | "Opening Suite 1"          | 0:58    |  |
| 5.  | "Opening Suite 2"          | 2:26    |  |
| 6.  | "Halo"                     | 2:21    |  |
| 7.  | "Desperate Measures"       | 1:56    |  |
| 8.  | "Cairo Suite 1"            | 2:09    |  |
| 9.  | "Delta Halo Suite"         | 5:19    |  |
| 10. | "Machines and Might"       | 1:01    |  |
| 11. | "Remembrance"              | 1:12    |  |
| 12. | "Blade and Burden"         | 1:06    |  |
| 13. | "Steel and Light"          | 1:15    |  |
| 14. | "Impend"                   | 0:50    |  |
| 15. | "True Arbiter"             | 2:42    |  |
| 16. | "The Maw"                  | 1:08    |  |
| 17. | "Unforgotten"              | 2:38    |  |
| 18. | "Shattered Legacy"         | 0:59    |  |
| 19. | "Out of Darkness"          | 1:10    |  |
| 20. | "High Charity Suite 2"     | 2:33    |  |
| 21. | "Into Light"               | 0:35    |  |
| 22. | "Sacred Icon Suite 2"      | 1:42    |  |
| 23. | "Rescue Mission"           | 1:16    |  |
| 24. | "The Last Spartan"         | 2:26    |  |
| 25. | "High Charity Quartet"     | 0:59    |  |
| 26. | "Here in Peril"            | 1:09    |  |
| 27. | "Earth City"               | 3:25    |  |
| 28. | "Risk and Reward"          | 0:49    |  |
| 29. | "Exit Window"              | 2:29    |  |
| 30. | "Finale 2"                 | 1:20    |  |